# أفضل هداف دولي في العالم 1998
قائمة هدّاف العالم لعام 1998 بحسب ما أعلن الاتحاد الدولي لتاريخ وإحصائيات كرة القدم، وجاءت القائمة لابراز الهدافين خلال العام، كما هو موضح في الجدول التالي .
| التصنيف | لاعب              | البلد          | الإجمالي | اهدافه في المنتخب | اهدافه في الاندية | النادي            |
| ------- | ----------------- | -------------- | -------- | ----------------- | ----------------- | ----------------- |
| 1       | جاسم الهويدي      | الكويت         | 20       | 20                | 0                 | السالمية الكويتي  |
| 2       | غابرييل باتيستوتا | الأرجنتين      | 14       | 13                | 1                 | فيورنتينا         |
| 3       | لويس هيرنانديز    | المكسيك        | 13       | 13                | 0                 | نيكاكسا           |
| 4       | حسام حسن          | مصر            | 13       | 13                | 0                 | الأهلي            |
| 5       | دافور شوكر        | كرواتيا        | 13       | 12                | 1                 | ريال مدريد        |
| 6       | مارتشيلو سالاس    | تشيلي          | 13       | 10                | 3                 | ريفر بليت، لاتسيو |
| 7       | زلاتكو زاهوفيتش   | سلوفينيا       | 13       | 6                 | 7                 | بورتو             |
| 8       | يونغ سو تشوي      | كوريا الجنوبية | 12       | 12                | 0                 | سانججو سانجمو     |
| 9       | شون بارتلت        | جنوب أفريقيا   | 12       | 4                 | 8                 | زيورخ             |
| 10      | سيرجي ريبروف      | أوكرانيا       | 12       | 3                 | 9                 | دينامو كييف       |

## مواضيع ذات صلة
- أفضل هدّاف العالم
- كرة قدم
- رياضة